# Katedralen i Rio de Janeiro

Katedralen i Rio de Janeiro, officiellt Catedral Metropolitana do Rio de Janeiro eller Catedral de São Sebastião do Rio de Janeiro, är säte för Rio de Janeiros ärkebiskop. Katedralen är tillägnad Sankt Sebastian, stadens skyddshelgon. Den byggdes mellan år 1964 och 1979 och är belägen centralt i staden. Katedralens diameter är 96 meter och högsta höjd är 75 meter. 20 000 stående människor ryms i kyrkorummet.